# Paul Churchland
Paul M. Churchland (* 21. Oktober 1942) ist ein kanadischer Philosoph. Derzeit lehrt er an der University of California in San Diego. 

## Leben
Er ist Ehemann der  Philosophin Patricia Churchland. 2001/02 amtierte er als Präsident  der American Philosophical Association (Pacific Division) 2020 wurde Churchland in die American Academy of Arts and Sciences gewählt.

## Lehre
Sein Hauptarbeitsgebiet liegt in der Philosophie des Geistes und der Neurophilosophie.
Paul Churchland ist als Vertreter des eliminativen Materialismus bekannt geworden. Eliminative Materialisten halten alltagspsychologische Begriffe wie „Überzeugung“ oder „Empfindung“ für inkohärent. Solche Begriffe seien nicht mit den neurowissenschaftlichen Erkenntnissen vereinbar. Zudem könnten sie durch eine neurowissenschaftliche Terminologie ersetzt werden.
Die Churchlands argumentieren für den eliminativen Materialismus auch mittels Analogien  aus der Wissenschaftsgeschichte. Man habe im Zuge des wissenschaftlichen Fortschritts feststellen müssen, dass es gewisse Entitäten einfach nicht gibt (etwa Hexen oder Phlogiston). Im Laufe des neurowissenschaftlichen Fortschrittes müsse man feststellen, dass es auch keine mentalen Zustände gibt, sondern nur neuronale Zustände.

## Schriften
- Plato’s Camera: How the Physical Brain Captures a Landscape of Abstract Universals, MIT Press, 2012, ISBN 978-0-262-01686-5
- The Engine of Reason, The Seat of the Soul: A Philosophical Journey into the Brain, MIT Press, 1995, ISBN 978-0-262-53142-9
- Die Seelenmaschine. Eine philosophische Reise ins Gehirn. Berlin, Spektrum Akademischer Verlag. 1995
- A Neurocomputational Perspective: The Nature of Mind and the Structure of Science, MIT Press, 1989, ISBN 978-0-262-53106-1
- Images of Science: Scientific Realism versus Constructive Empiricism, University of Chicago Press, 1985.
- Matter and Consciousness, MIT Press, 1984.
- Scientific Realism and the Plasticity of Mind, Cambridge University Press, 1979.